# Raimundo Godofredo de Marselha
Raimundo Godofredo de Marselha (1095 – 1155) foi senhor de Marselha.

## Relações familiares
Foi filho de Hugo Godofredo II de Marselha (1050 – 1128) e de Cecilia de Aurons. Casou com Azalais de Porcairagues (1095 - 1209), Senhora de Roquemartine e filha de Hugo Sacristão II de Porcairagues (1130 -?) e de Galburga de Porcairagues, de quem teve:
1. Barrale de Marselha (? – 1234) Viscondessa de Marselha, casada com Hugo III de Baux (1181 – 1240), Visconde de Marselha, filho de Hugo II de Baux (1150 – 1167), Senhor de Baux e príncipe de Orange e de Tiburgo II de Orange.